# باشگاه والیبال شهرداری ورامین
باشگاه والیبال شهرداری ورامین یک باشگاه والیبال ایرانی است که توسط شرکت کارا سازه متین تشکیل شد. این باشگاه در شهر ورامین قرار دارد.
در تاریخ ۱۴ شهریور ۱۳۹۱ امتیاز یک تیم لیگ برتری توسط شرکت کارا سازه متین خریداری شد که پس از آن این تیم با نام متین ورامین خوانده و ثبت شد.

## تغییرات لیگ برتر ۹۴
شرکت کارا سازه متین مالک اصلی باشگاه والیبال متین ورامین در سال ۹۴ با ارسال نامه‌ای به فدراسیون والیبال اعلام کرد که در این فصل قصد تیمداری در لیگ برتر را ندارد. پس از این مسئله مسئولین شهر ورامین و در راس آن‌ها احسن‌الله شیرکوند لیبروی ورامینی سال‌های نچندان دور تیم ملی والیبال بار دیگر با رایزنی‌های انجام شده و تعیین بودجه بار دیگر در شهر ورامین تشکیل تیم والیبال لیگ برتری دادند و با نام متین صالحین ورامین در لیگ برتر والیبال ایران شرکت کردند؛ و در روز ۲۸ آذر ۹۵ مشکلات مالی بر تیم صالحین ورامین غلبه پیدا کرد و در نهایت نماد ورزش این منطقه در آستانه انحلال کامل قرار گرفت اما پس از تشکیل کمپین کلیه هواداران ورامینی که بسیار در فضای ورزشی کشور سر و صدا به پا کرد با تلاش مسئولان این منطقه بار دیگر با پرداخت قسمتی از این بدهی‌ها این تیم به لیگ برتر بازگشت و توانست در اوج شگفتی و با حمایت هواداران خود به مرحله پلی آف لیگ برتر والیبال در این فصل صعود کرده و در رده پنجم لیگ برتر بایستد.

## هواداران
شهرداری ورامین دارای هواداران زیادی است که در مسابقات این تیم آن را حمایت می‌کنند و جز سه تیم پرطرفدار لیگ برتر به‌شمار آیند.

## ورزشگاه
ورزشگاه اختصاصی شهرداری ورامین، سالن شهید امیر گل عباسی واقع در شهرک رضی ورامین است. این سالن ۱٬۵۰۰ نفر گنجایش دارد. این سالن میزبان مهمانان شهرداری ورامین در لیگ و دیگر بازی‌ها است.

## نشان‌واره‌ها
تیم والیبال شهرداری ورامین در طول تاریخ خود ۲ لوگو داشته.

۱۳۹۱–۱۳۹۶
۱۳۹۶–اکنون

## افتخارات
شهرداری ورامین در اولین حضور خود در لیگ برتر والیبال ایران بازیکنان با خرید بازیکنان غیر بومی معتبری مانند فرهاد نظری افشار، محسن عندلیب، مجتبی میرزاجانپور، فرهاد سال افزون، نیکولای نیکولوف و جوردی جنس باربرا را جذب کرد و نایب قهرمان لیگ برتر والیبال شد و این تیم سال بعد همانند سال گذشته با خرید بازیکنان مطرح غیر بومی مانند سعید معروف، محمد موسوی عراقی و شهرام محمودی را به عضویت باشگاه درآورد و دانیله بانیولی ایتالیایی را به سرمربیگری باشگاه به خدمت گرفت و قهرمان لیگ برتر والیبال شد و به والیبال قهرمانی باشگاه‌های آسیا ۲۰۱۴ رفت و در فینال این مسابقات با پیروزی بر الریان قطر قهرمان قهرمانی باشگاه‌های آسیا رسید.
شهرداری ورامین با این قهرمانی جواز حضور در والیبال قهرمانی باشگاه‌های جهان ۲۰۱۴ را کسب کرد و نماینده ایران و قاره کهن در این مسابقات بود که مقام ششم را کسب نمود.
شهرداری ورامین در سال ۲۰۱۹ با ۸ برد و ۱ باخت به فینال والیبال قهرمانی باشگاه‌های آسیا راه‌یافت و حریف پاناسونیک پنترز شد. این در حالی است که شهرداری ورامین در دور دوم این مسابقات با نتیجه ۳–۲ به پاناسونیک باخته بود. در نهایت شهرداری ورامین در بازی فینال با نتیجه ۳–۲ پاناسونیک را شکست داد و برای دومین بار قهرمان آسیا شد.
- لیگ برتر والیبال ایران

 قهرمان (۲): ۱۳۹۲، ۱۳۹۷
 نایب‌قهرمان (۱): ۱۳۹۱
- والیبال قهرمانی باشگاه‌های آسیا

 قهرمان (۲): ۲۰۱۴، ۲۰۱۹
- والیبال قهرمانی باشگاه‌های جهان

مقام پنجم (۱): ۲۰۱۴

## ترکیب کنونی
| دریافت‌کننده قدرتی                                                          | قطر پاسور (پشت خط زن)   | مدافع میانی (سرعتی زن)                                    | لیبرو                           | پاسور                       | پزشک         | سرپرست          | روابط عمومی  | گزارشگر     | تدارکات        | ماساژور       | بدنساز        | آنالیزر        | مربیان                                       | سرمربی            | مدیر عامل  |
| -------------------------------------------------------------------------- | ----------------------- | --------------------------------------------------------- | ------------------------------- | --------------------------- | ------------ | --------------- | ------------ | ----------- | -------------- | ------------- | ------------- | -------------- | -------------------------------------------- | ----------------- | ---------- |
| - آرش کشاورزی - علی رضا صفایی - بهنام ابراهیمی - آرش تقوی - ماهان حسین پور | - محمد محمدکاظم - جلالی | - محمد فلاح - علی اصغر مجرد - محمد رضی پور - حمید طرآبادی | - احسن الله شیرکوند - امین رضوی | - پرویز پزشکی - شایان حمودی | - سعید ضیغمی | - جمال اردستانی | - مجید میثمی | - مهدی دیوی | - وحید کلانتری | - پوریا عمویی | - میلاد یوسفی | - محسن سیاهدوش | - داوود مقبلی - رحمت صادق دقیقی - رضا نائینی | - رحمان محمدی راد | - رضا خانی |

## بازیکنان سرشناس خارجی
- نیکولای نیکولوف
- جوردی جنس باربرا

## سازنده البسه
| لیگ   | سازنده البسه | اسپانسر پیراهن                       |
| ----- | ------------ | ------------------------------------ |
| ۱۳۹۱- | مروژ         | مؤسسه مالی و اعتباری کار سازان آینده |
| ۱۳۹۶  | یوسف جامه    | همراه اول                            |